# يوكيهيرو أوبا
يوكيهيرو أوبا مواليد 26 يوليو 1979 في اليابان، هو لاعب كرة قدم ياباني سابق كان يلعب كمدافع.

## المسيرة الاحترافية

### أندية لعب لها
- طوكيو فيردي
- توكوشيما فورتيس

## روابط خارجية
- يوكيهيرو أوبا على موقع رابطة كرة القدم اليابانية للمحترفين (اليابانية)